# 石佛乡 (建昌县)
石佛乡，是中华人民共和国辽宁省葫芦岛市建昌县下辖的一个乡镇级行政单位。

## 行政区划
石佛乡下辖以下地区：
石佛村、汤土沟村、柳条沟村、张家店村、梅仗子村、槐树沟村、大仗子村和灰窑子村。